# ChucK
Pour les articles homonymes, voir Chuck.
ChucK est un langage de programmation destiné à la création sonore. Il permet la synthèse et la composition en temps réel.
Il est supporté sur Mac OS X, Windows et Linux. Les constituants de Chuck sont de deux types: unités génératrices et unités d'analyse.

## Unités génératrices
- Sampling
- lecture de fichier sonore
- Oscillateurs
- filtres
- modélisations physiques d'instrument

## Unités d'analyse
- Transformée de Fourier
- Transformée en cosinus discrète
- RMS

## Exemple de code
SinOsc onde => dac; // relie un générateur d'onde sinusoïdale à la sortie sonore

while (true) { 

	Std.rand2f(30, 1000) => onde.freq; // change la fréquence de l'onde

	100::ms => now; // avance de 100 millisecondes

}